# Aminocetona
Aminocetona é uma substância química orgânica, aplicada em mordentes.